# Sculeni (dinastie)

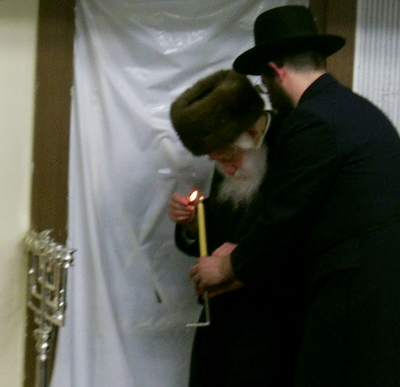
Rabinul Avrohom Portugal, marele rebbe de Skulen aprinde lumânările Hanukkah.

Sculeni (în idiș סקולען), în terminologia engleză mai mult întâlnită ca Skulen, este o dinastie hasidică fondată de rabinul Eliezer Zusia Portugal care s-a născut și a servit drept rabin de Sculeni, o localitate din vestul Republicii Moldova, de la care a provenit și numele dinastiei. Dinastia a fost condusă de fiul fondatorului, Yisroel Avrohom Portugal până la moartea sa în 2019.
Sinagoga principală a mișcării se află în Borough Park, un cartier din Brooklyn, New York.